# Ferreiros (Galicien)
Ferreiros ist ein kleiner Ort am Jakobsweg in der Provinz Lugo der Autonomen Gemeinschaft Galicien im Nordwesten Spaniens. Er ist administrativ von Paradela abhängig.
Im Jahre 2015 hatte der Ort 116 Einwohner.
Der Ortsname beinhaltet die galicische Variante des Wortes Schmied, so dass der Ort wahrscheinlich nach einer (oder mehreren) hier beheimateten Schmieden benannt wurde. Wichtigste und zugleich einzige Sehenswürdigkeit des Ortes ist die Kirche Santa María de Ferreiros, die 1790 abgetragen und am Friedhof, dem heutigen Standort, wieder aufgebaut wurde. Die Kirche wurde im 12. Jh. im romanischen Stil errichtet. Vor der Kirche befindet sich ein Taufstein, in den Menschendarstellungen und Symbole eingearbeitet sind.